# Lista de municípios de São Paulo por área (1938)

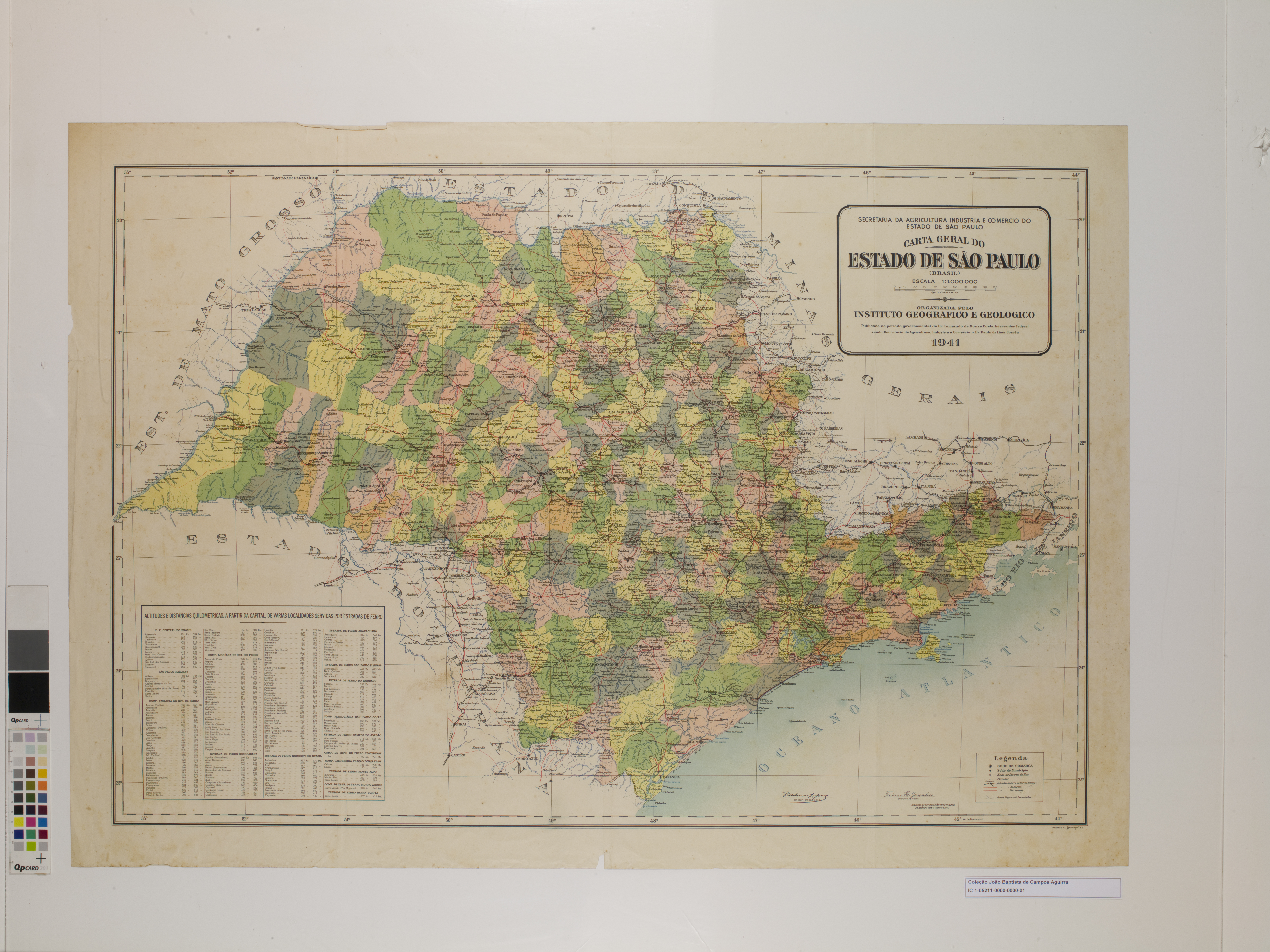
Mapa do estado de São Paulo (1938).

Esta é a divisão territorial administrativa do estado de São Paulo vigente no período entre 1939-1944, incluindo a área territorial dos municípios, com os topônimos da época. O estado de São Paulo possuía 263 municípios até 1938 e passou a contar com 270 municípios em 1939, quando foram instalados os municípios e distritos criados através do Decreto nº 9.775 de 30/11/1938.
|      | Nome                                       | Área (km2) |
| ---- | ------------------------------------------ | ---------- |
| 1º   | Tanabi                                     | 7657,0     |
|      | Américo de Campos (Tanabi)                 |            |
|      | Cosmorama (Tanabi)                         |            |
|      | Vila Monteiro (Tanabi)                     |            |
| 2º   | Presidente Venceslau                       | 6424,0     |
|      | Caiuá (Presidente Wenceslau)               |            |
|      | Presidente Epitácio (Presidente Wenceslau) |            |
| 3º   | Pereira Barreto                            | 5358,0     |
| 4º   | Monte Aprazível                            | 5030,0     |
|      | Buritama (Monte Aprazível)                 |            |
|      | General Salgado (Monte Aprazível)          |            |
|      | Junqueira (Monte Aprazível)                |            |
|      | Macaúbas (Monte Aprazível)                 |            |
|      | Nhandeara (Monte Aprazível)                |            |
|      | Nipoã (Monte Aprazível)                    |            |
|      | Planalto (Monte Aprazível)                 |            |
|      | Vila Poloni (Monte Aprazível)              |            |
| 5º   | Andradina                                  | 4969,0     |
|      | Guaraçaí (Andradina)                       |            |
| 6º   | Presidente Prudente                        | 3616,0     |
|      | Alfredo Marcondes (Presidente Prudente)    |            |
|      | Álvares Machado (Presidente Prudente)      |            |
|      | Anhumas (Presidente Prudente)              |            |
|      | Coronel Goulart (Presidente Prudente)      |            |
|      | Montalvão (Presidente Prudente)            |            |
|      | Pirapozinho (Presidente Prudente)          |            |
| 7º   | Santo Anastácio                            | 3536,0     |
|      | Piquerobi (Santo Anastácio)                |            |
|      | Ribeirão dos Índios (Santo Anastácio)      |            |
| 8º   | Itapeva                                    | 3430,0     |
|      | Guarizinho (Itapeva)                       |            |
|      | Ribeirão Branco (Itapeva)                  |            |
| 9º   | Valparaíso                                 | 3346,0     |
|      | Alto Pimenta (Valparaíso)                  |            |
|      | Comandante Arbués (Valparaíso)             |            |
|      | Lavínia (Valparaíso)                       |            |
| 10º  | Araçatuba                                  | 2738,0     |
|      | Major Prado (Araçatuba)                    |            |
| 11º  | Prainha                                    | 2681,0     |
|      | Juquiá (Prainha)                           |            |
|      | Pedro de Toledo (Prainha)                  |            |
| 12º  | Iguape                                     | 2638,0     |
|      | Registro (Iguape)                          |            |
| 13º  | Rancharia                                  | 2473,0     |
|      | Iepê (Rancharia)                           |            |
| 14º  | Xiririca                                   | 2450,0     |
|      | Itaúna (Xiririca)                          |            |
|      | Sete Barras (Xiririca)                     |            |
| 15º  | Capão Bonito                               | 2420,0     |
|      | Guapiara (Capão Bonito)                    |            |
| 16º  | Barretos                                   | 2352,0     |
|      | Frigorífico (Barretos)                     |            |
|      | Itambé (Barretos)                          |            |
|      | Laranjeiras (Barretos)                     |            |
| 17º  | Olímpia                                    | 2317,0     |
|      | Altair (Olímpia)                           |            |
|      | Guaraci (Olímpia)                          |            |
|      | Icém (Olímpia)                             |            |
|      | Ribeiro dos Santos (Olímpia)               |            |
|      | Severínia (Olímpia)                        |            |
| 18º  | Tupã                                       | 2297,0     |
|      | Bastos (Tupã)                              |            |
|      | Iacri (Tupã)                               |            |
|      | Parnaso (Tupã)                             |            |
|      | Rinópolis (Tupã)                           |            |
| 19º  | Araraquara                                 | 2041,0     |
|      | Américo Brasiliense (Araraquara)           |            |
|      | Bueno de Andrada (Araraquara)              |            |
|      | Gavião Peixoto (Araraquara)                |            |
|      | Motuca (Araraquara)                        |            |
|      | Rincão (Araraquara)                        |            |
|      | Santa Lúcia (Araraquara)                   |            |
| 20º  | Pirajuí                                    | 2031,0     |
|      | Balbinos (Pirajuí)                         |            |
|      | Batalha (Pirajuí)                          |            |
|      | Corredeira (Pirajuí)                       |            |
|      | Guarantan (Pirajuí)                        |            |
|      | Pongaí (Pirajuí)                           |            |
|      | Uru (Pirajuí)                              |            |
| 21º  | Itapetininga                               | 2022,0     |
|      | Alambari (Itapetininga)                    |            |
|      | Gramadinho (Itapetininga)                  |            |
|      | Morro Alto (Itapetininga)                  |            |
| 22º  | Iporanga                                   | 1996,0     |
|      | Barra do Turvo (Iporanga)                  |            |
| 23º  | Itaí                                       | 1989,0     |
|      | Bom Sucesso (Itaí)                         |            |
| 24º  | Bela Vista                                 | 1986,0     |
|      | Campos Novos (Bela Vista)                  |            |
|      | Casa Grande (Bela Vista)                   |            |
|      | Fortuna (Bela Vista)                       |            |
|      | Lutécia (Bela Vista)                       |            |
| 25º  | Botucatú                                   | 1828,0     |
|      | Pardinho (Botucatú)                        |            |
|      | Vitória (Botucatú)                         |            |
| 26º  | Pompéia                                    | 1800,0     |
|      | Herculânia (Pompéia)                       |            |
|      | Novo Cravinhos (Pompéia)                   |            |
|      | Paulópolis (Pompéia)                       |            |
|      | Quintana (Pompéia)                         |            |
|      | Varpa (Pompéia)                            |            |
| 27º  | Franca                                     | 1745,0     |
|      | Cristais (Franca)                          |            |
|      | Jeriquara (Franca)                         |            |
|      | Restinga (Franca)                          |            |
|      | Ribeirão Corrente (Franca)                 |            |
|      | São José da Bela Vista (Franca)            |            |
| 28º  | Jacupiranga                                | 1701,0     |
|      | Pariquera-Assú (Jacupiranga)               |            |
| 29º  | Rio Preto                                  | 1690,0     |
|      | Borboleta (Rio Preto)                      |            |
|      | Engenheiro Schmidt (Rio Preto)             |            |
|      | Ipiguá (Rio Preto)                         |            |
|      | Nova Aliança (Rio Preto)                   |            |
|      | Nova Itapirema (Rio Preto)                 |            |
|      | Ribeirão Claro (Rio Preto)                 |            |
|      | Vila Mendonça (Rio Preto)                  |            |
| 30º  | Guararapes                                 | 1645,0     |
| 31º  | Martinópolis                               | 1625,0     |
|      | Baliza (Martinópolis)                      |            |
| 32º  | Novo Horizonte                             | 1621,0     |
|      | Irapuã (Novo Horizonte)                    |            |
|      | Vila Sales (Novo Horizonte)                |            |
| 33º  | Campinas                                   | 1615,0     |
|      | Cosmópolis (Campinas)                      |            |
|      | Rebouças (Campinas)                        |            |
|      | Souzas (Campinas)                          |            |
|      | Valinhos (Campinas)                        |            |
| 34º  | Piracicaba                                 | 1605,0     |
|      | Ibitiruna (Piracicaba)                     |            |
|      | João Alfredo (Piracicaba)                  |            |
|      | Saltinho (Piracicaba)                      |            |
|      | Tupi (Piracicaba)                          |            |
|      | Xarqueada (Piracicaba)                     |            |
| 35º  | Paulo de Faria                             | 1588,0     |
|      | Orindiúva (Paulo de Faria)                 |            |
|      | Veadnho (Paulo de Faria)                   |            |
| 36º  | Piedade                                    | 1570,0     |
|      | Santa Catarina (Piedade)                   |            |
| 37º  | Apiaí                                      | 1519,0     |
|      | Capoeiras (Apiaí)                          |            |
|      | Itaóca (Apiaí)                             |            |
| 38º  | Cunha                                      | 1510,0     |
|      | Campos de Cunha (Cunha)                    |            |
|      | Lagoinha (Cunha)                           |            |
| 39º  | Ituverava                                  | 1497,0     |
|      | Miguelópolis (Ituverava)                   |            |
| 40º  | São Paulo                                  | 1484,0     |
| 41º  | São José dos Campos                        | 1450,0     |
|      | Buquira (São José dos Campos)              |            |
|      | Eugênio de Melo (São José dos Campos)      |            |
|      | São Francisco Xavier (São José dos Campos) |            |
| 42º  | Santa Cruz do Rio Pardo                    | 1424,0     |
|      | Rio Turvo (Santa Cruz do Rio Pardo)        |            |
|      | Sodrélia (Santa Cruz do Rio Pardo)         |            |
| 43º  | São Carlos                                 | 1400,0     |
|      | Ibaté (São Carlos)                         |            |
|      | Santa Eudóxia (São Carlos)                 |            |
| 44º  | Lins                                       | 1374,0     |
|      | Guaiçara (Lins)                            |            |
|      | Guaimbé (Lins)                             |            |
|      | Vila Sabino (Lins)                         |            |
| 45º  | Mogi das Cruzes                            | 1367,0     |
|      | Biritiba Mirim (Mogi das Cruzes)           |            |
|      | Itaquaquecetuba (Mogi das Cruzes)          |            |
|      | Poá (Mogi das Cruzes)                      |            |
|      | Sabaúna (Mogi das Cruzes)                  |            |
|      | Santo Ângelo (Mogi das Cruzes)             |            |
|      | Suzano (Mogi das Cruzes)                   |            |
|      | Taiassupeba (Mogi das Cruzes)              |            |
| 46º  | Morro Agudo                                | 1364,0     |
| 47º  | Itanhaém                                   | 1327,0     |
|      | Itariri (Itanhaém)                         |            |
| 48º  | Itaporanga                                 | 1317,0     |
|      | Coronel Macedo (Itaporanga)                |            |
|      | Ribeirão Vermelho (Itaporanga)             |            |
| 49º  | Presidente Bernardes                       | 1299,0     |
|      | Santa Luzia (Presidente Bernardes)         |            |
| 50º  | Pirajú                                     | 1297,0     |
|      | Belo Monte (Pirajú)                        |            |
|      | Manduri (Pirajú)                           |            |
|      | Sarutaiá (Pirajú)                          |            |
|      | Timburi (Pirajú)                           |            |
| 51º  | Birigui                                    | 1284,0     |
|      | Bilac (Birigui)                            |            |
| 52º  | Avaré                                      | 1279,0     |
| 53º  | Mogi-Mirim                                 | 1264,0     |
|      | Arthur Nogueira (Mogi-Mirim)               |            |
|      | Conchal (Mogi-Mirim)                       |            |
|      | Jaguari (Mogi-Mirim)                       |            |
|      | Posse da Ressaca (Mogi-Mirim)              |            |
| 54º  | Cananéia                                   | 1254,0     |
|      | Ariri (Cananéia)                           |            |
| 55º  | Guaíra                                     | 1239,0     |
| 56º  | São Simão                                  | 1234,0     |
|      | Luiz Antônio (São Simão)                   |            |
| 57º  | Marília                                    | 1224,0     |
|      | Amadeu Amaral (Marília)                    |            |
|      | Avencas (Marília)                          |            |
|      | Dirceu (Marília)                           |            |
|      | Lácio (Marília)                            |            |
|      | Oriente (Marília)                          |            |
|      | Padre Nóbrega (Marília)                    |            |
|      | Primavera (Marília)                        |            |
| 58º  | Itararé                                    | 1216,0     |
| 59º  | Paraguassú                                 | 1208,0     |
|      | Borá (Paraguassú)                          |            |
|      | Conceição do Monte Alegre (Paraguassú)     |            |
|      | Sapezal (Paraguassú)                       |            |
| 60º  | Buri                                       | 1206,0     |
|      | Aracassú (Buri)                            |            |
| 61º  | Lençóis                                    | 1163,0     |
|      | Alfredo Guedes (Lençóis)                   |            |
|      | Borebi (Lençóis)                           |            |
| 62º  | Cafelândia                                 | 1143,0     |
|      | Mesquita (Cafelândia)                      |            |
|      | Vila Simões (Cafelândia)                   |            |
| 63º  | Ribeirão Preto                             | 1133,0     |
|      | Guatapará (Ribeirão Preto)                 |            |
|      | Vila Bonfim (Ribeirão Preto)               |            |
| 64º  | São Miguel Arcanjo                         | 1133,0     |
| 65º  | Penápolis                                  | 1093,0     |
|      | Alto Alegre (Penápolis)                    |            |
| 66º  | Assis                                      | 1083,0     |
|      | Taruman (Assis)                            |            |
| 67º  | Bragança                                   | 1079,0     |
|      | Pedra Grande (Bragança)                    |            |
|      | Pinhalzinho (Bragança)                     |            |
|      | Tuiuti (Bragança)                          |            |
|      | Vargem (Bragança)                          |            |
| 68º  | Baurú                                      | 1066,0     |
|      | Nogueira (Baurú)                           |            |
|      | Presidente Tibiriçá (Baurú)                |            |
| 69º  | Mogi-Guassú                                | 1066,0     |
| 71º  | Angatuba                                   | 1063,0     |
| 70º  | Iacanga                                    | 1063,0     |
|      | Soturna (Iacanga)                          |            |
| 72º  | Agudos                                     | 1059,0     |
|      | Bandeirantes (Agudos)                      |            |
|      | Dona Amélia (Agudos)                       |            |
| 73º  | Itaberá                                    | 1058,0     |
| 74º  | Garça                                      | 1053,0     |
|      | Álvaro de Carvalho (Garça)                 |            |
|      | Santo Inácio (Garça)                       |            |
| 75º  | Itapecerica                                | 1043,0     |
|      | Embu (Itapecerica)                         |            |
|      | Juquitiba (Itapecerica)                    |            |
| 76º  | Itatinga                                   | 1043,0     |
|      | Lobo (Itatinga)                            |            |
| 77º  | Quatá                                      | 1038,0     |
|      | João Ramalho (Quatá)                       |            |
| 78º  | José Bonifácio                             | 1037,0     |
|      | Ubarana (José Bonifácio)                   |            |
| 79º  | Brotas                                     | 1036,0     |
| 80º  | São Luiz do Paraitinga                     | 1028,0     |
| 81º  | Casa Branca                                | 1023,0     |
|      | Itobi (Casa Branca)                        |            |
|      | Lagoa (Casa Branca)                        |            |
| 82º  | Rio Claro                                  | 1019,0     |
|      | Corumbataí (Rio Claro)                     |            |
|      | Ipojuca (Rio Claro)                        |            |
|      | Santa Gertrudes (Rio Claro)                |            |
| 83º  | Itápolis                                   | 1016,0     |
|      | Nova América (Itápolis)                    |            |
|      | Tapinas (Itápolis)                         |            |
| 84º  | São Pedro do Turvo                         | 1006,0     |
|      | Caçador (São Pedro do Turvo)               |            |
| 85º  | Cajurú                                     | 999,0      |
|      | Cássia dos Coqueiros (Cajurú)              |            |
|      | Cruz da Esperança (Cajurú)                 |            |
| 86º  | São Manoel                                 | 988,0      |
|      | Água da Rosa (São Manoel)                  |            |
|      | Areiópolis (São Manoel)                    |            |
|      | Prata (São Manoel)                         |            |
| 87º  | Regente Feijó                              | 966,0      |
|      | Formiga (Regente Feijó)                    |            |
|      | Indiana (Regente Feijó)                    |            |
| 88º  | Una                                        | 966,0      |
| 89º  | Maracaí                                    | 963,0      |
|      | Cruz Alta (Maracaí)                        |            |
| 90º  | Jaboticabal                                | 936,0      |
|      | Córrego Rico (Jaboticabal)                 |            |
|      | Luzitânia (Jaboticabal)                    |            |
|      | Taiaçu (Jaboticabal)                       |            |
|      | Taiúva (Jaboticabal)                       |            |
| 91º  | Mirassol                                   | 923,0      |
|      | Bálsamo (Mirassol)                         |            |
|      | Barra Dourada (Mirassol)                   |            |
|      | Iaci (Mirassol)                            |            |
|      | Mirassolândia (Mirassol)                   |            |
|      | Neves (Mirassol)                           |            |
|      | Rui Barbosa (Mirassol)                     |            |
| 92º  | Jundiaí                                    | 913,0      |
|      | Rocinha (Jundiaí)                          |            |
| 93º  | Igarapava                                  | 903,0      |
|      | Aramina (Igarapava)                        |            |
|      | Buritis (Igarapava)                        |            |
| 94º  | Pedregulho                                 | 893,0      |
|      | Igaçaba (Pedregulho)                       |            |
|      | Rifaina (Pedregulho)                       |            |
| 96º  | Altinópolis                                | 889,0      |
| 95º  | Limeira                                    | 889,0      |
|      | Cordeiro (Limeira)                         |            |
|      | Iracemápolis (Limeira)                     |            |
| 97º  | Santo André                                | 888,0      |
|      | Mauá (Santo André)                         |            |
|      | Paranapiacaba (Santo André)                |            |
|      | Ribeirão Pires (Santo André)               |            |
|      | São Bernardo (Santo André)                 |            |
| 98º  | São Pedro                                  | 888,0      |
|      | Santa Maria (São Pedro)                    |            |
| 99º  | Sorocaba                                   | 883,0      |
|      | Brigadeiro Tobias (Sorocaba)               |            |
|      | Salto de Pirapora (Sorocaba)               |            |
|      | Votorantim (Sorocaba)                      |            |
| 100º | Tatuí                                      | 883,0      |
|      | Cesário Lange (Tatuí)                      |            |
|      | Quadra (Tatuí)                             |            |
| 101º | Santos                                     | 876,0      |
|      | Cubatão (Santos)                           |            |
| 102º | São João da Boa Vista                      | 862,0      |
|      | Cascavel (São João da Boa Vista)           |            |
| 103º | Pirassununga                               | 852,0      |
|      | Santa Cruz da Conceição (Pirassununga)     |            |
| 104º | Natividade                                 | 848,0      |
|      | Bairro Alto (Natividade)                   |            |
| 105º | São Joaquim                                | 842,0      |
|      | Olhos d'Agua (São Joaquim)                 |            |
| 106º | Batatais                                   | 839,0      |
| 107º | Pederneiras                                | 828,0      |
|      | Água Limpa (Pederneiras)                   |            |
|      | Guaianás (Pederneiras)                     |            |
| 108º | Mococa                                     | 822,0      |
|      | Igaraí (Mococa)                            |            |
|      | São Benedito das Areias (Mococa)           |            |
| 109º | Palmital                                   | 817,0      |
|      | Platina (Palmital)                         |            |
|      | Sussuí (Palmital)                          |            |
| 110º | Pindamonhangaba                            | 798,0      |
| 111º | São Roque                                  | 792,0      |
|      | Araçariguama (São Roque)                   |            |
|      | Mairinque (São Roque)                      |            |
| 112º | Nova Granada                               | 788,0      |
|      | Ingaí (Nova Granada)                       |            |
|      | Mangaratú (Nova Granada)                   |            |
|      | Onda Verde (Nova Granada)                  |            |
| 113º | Promissão                                  | 777,0      |
|      | Dinísia (Promissão)                        |            |
|      | Gurupá (Promissão)                         |            |
| 114º | Taquaritinga                               | 768,0      |
|      | Cândido Rodrigues (Taquaritinga)           |            |
|      | Guariroba (Taquaritinga)                   |            |
|      | Jurema (Taquaritinga)                      |            |
|      | Santa Ernestina (Taquaritinga)             |            |
| 115º | Pirambóia                                  | 757,0      |
|      | Anhembi (Pirambóia)                        |            |
| 116º | Patrocínio do Sapucaí                      | 752,0      |
|      | Itirapuã (Patrocínio do Sapucaí)           |            |
| 117º | Guaratinguetá                              | 737,0      |
| 118º | Bananal                                    | 735,0      |
| 119º | Descalvado                                 | 728,0      |
| 120º | Santa Rita                                 | 728,0      |
|      | Estrela (Santa Rita)                       |            |
| 121º | Paraibuna                                  | 725,0      |
| 124º | Fartura                                    | 715,0      |
|      | Ribeirópolis (Fartura)                     |            |
| 122º | Piratininga                                | 715,0      |
|      | Cabrália (Piratininga)                     |            |
| 123º | Santa Isabel                               | 715,0      |
|      | Arujá (Santa Isabel)                       |            |
|      | Igaratá (Santa Isabel)                     |            |
| 125º | Santa Bárbara do Rio Pardo                 | 708,0      |
|      | Monção (Santa Bárbara do Rio Pardo)        |            |
| 126º | Boa Esperança                              | 697,0      |
|      | Trabiju (Boa Esperança)                    |            |
| 127º | Bariri                                     | 692,0      |
|      | Itajú (Bariri)                             |            |
| 128º | Matão                                      | 687,0      |
|      | Dobrada (Matão)                            |            |
|      | São Lourenço do Turvo (Matão)              |            |
| 129º | Bebedouro                                  | 682,0      |
|      | Botafogo (Bebedouro)                       |            |
| 130º | Pilar                                      | 677,0      |
| 131º | Colina                                     | 672,0      |
|      | Jaborandi (Colina)                         |            |
| 132º | Bofete                                     | 657,0      |
| 133º | Coroados                                   | 655,0      |
|      | Lauro Penteado (Coroados)                  |            |
| 134º | Atibaia                                    | 642,0      |
|      | Jarinú (Atibaia)                           |            |
| 135º | São José do Rio Pardo                      | 638,0      |
|      | Sapecado (São José do Rio Pardo)           |            |
| 136º | Capivari                                   | 637,0      |
|      | Mombuca (Capivari)                         |            |
|      | Rafard (Capivari)                          |            |
| 137º | Getulina                                   | 635,0      |
|      | Macucos (Getulina)                         |            |
| 140º | Cerqueira César                            | 622,0      |
| 138º | Jaú                                        | 622,0      |
|      | Potunduva (Jaú)                            |            |
| 139º | Palestina                                  | 622,0      |
| 141º | Juqueri                                    | 615,0      |
|      | Caieiras (Juqueri)                         |            |
|      | Franco da Rocha (Juqueri)                  |            |
| 142º | Ribeira                                    | 615,0      |
| 143º | Itu                                        | 612,0      |
| 144º | Salto Grande                               | 605,0      |
|      | Pau d'Alho (Salto Grande)                  |            |
|      | Ribeirão dos Pintos (Salto Grande)         |            |
| 145º | Barreiro                                   | 598,0      |
| 147º | Glicério                                   | 582,0      |
|      | Braúna (Glicério)                          |            |
| 146º | Jardinópolis                               | 582,0      |
|      | Sarandi (Jardinópolis)                     |            |
| 148º | Tambaú                                     | 582,0      |
| 149º | Porto Feliz                                | 577,0      |
| 150º | Amparo                                     | 572,0      |
|      | Monte Alegre (Amparo)                      |            |
| 154º | Dois Córregos                              | 572,0      |
|      | Figueira (Dois Córregos)                   |            |
| 152º | Itajobi                                    | 572,0      |
|      | Marapoama (Itajobi)                        |            |
|      | Vila Roberto (Itajobi)                     |            |
| 151º | Sertãozinho                                | 572,0      |
|      | Barrinha (Sertãozinho)                     |            |
|      | Cruz das Posses (Sertãozinho)              |            |
| 153º | Tabatinga                                  | 572,0      |
|      | Nova Europa (Tabatinga)                    |            |
| 156º | Avanhandava                                | 565,0      |
| 155º | Cândido Mota                               | 565,0      |
| 157º | Campo Largo                                | 557,0      |
| 158º | Araras                                     | 552,0      |
| 161º | Guareí                                     | 551,0      |
| 160º | Itapira                                    | 551,0      |
| 159º | Taubaté                                    | 551,0      |
|      | Quiririm (Taubaté)                         |            |
| 162º | Tietê                                      | 546,0      |
|      | Cerquilho (Tietê)                          |            |
| 163º | Ibitinga                                   | 536,0      |
|      | Cambará (Ibitinga)                         |            |
| 164º | Catanduva                                  | 531,0      |
|      | Catiguá (Catanduva)                        |            |
|      | Eliziário (Catanduva)                      |            |
|      | Palmares (Catanduva)                       |            |
| 165º | Itirapina                                  | 531,0      |
|      | Itaqueri da Serra (Itirapina)              |            |
| 166º | Tabapuã                                    | 521,0      |
|      | Novais (Tabapuã)                           |            |
| 167º | Ubatuba                                    | 514,0      |
| 168º | Pinhal                                     | 504,0      |
|      | Jardim (Pinhal)                            |            |
| 169º | Orlândia                                   | 501,0      |
|      | Sales Oliveira (Orlândia)                  |            |
| 170º | Avaí                                       | 496,0      |
|      | Guaricanga (Avaí)                          |            |
| 171º | Conchas                                    | 496,0      |
| 172º | Borborema                                  | 491,0      |
| 173º | Pitangueiras                               | 491,0      |
|      | Ibitiúva (Pitangueiras)                    |            |
|      | Taquaral (Pitangueiras)                    |            |
| 174º | Parnaíba                                   | 474,0      |
|      | Água Fria (Parnaíba)                       |            |
|      | Barueri (Parnaíba)                         |            |
|      | Pirapora (Parnaíba)                        |            |
| 175º | Nazaré                                     | 471,0      |
|      | Perdões (Nazaré)                           |            |
| 176º | Lorena                                     | 467,0      |
| 177º | Ribeirão Bonito                            | 464,0      |
|      | Guarapiranga (Ribeirão Bonito)             |            |
| 179º | Caraguatatuba                              | 461,0      |
| 178º | Salesópolis                                | 461,0      |
| 180º | Cotia                                      | 457,0      |
|      | Itapevi (Cotia)                            |            |
| 181º | Caconde                                    | 454,0      |
|      | Barra (Caconde)                            |            |
| 182º | Socorro                                    | 451,0      |
| 183º | Jacareí                                    | 444,0      |
| 184º | Itatiba                                    | 441,0      |
|      | Morungaba (Itatiba)                        |            |
| 185º | São Sebastião                              | 441,0      |
| 186º | Viradouro                                  | 437,0      |
|      | Terra Roxa (Viradouro)                     |            |
| 187º | Gália                                      | 436,0      |
|      | Fernão Dias (Gália)                        |            |
| 188º | Monte Alto                                 | 434,0      |
|      | Vista Alegre (Monte Alto)                  |            |
| 189º | Silveiras                                  | 421,0      |
| 190º | Duartina                                   | 416,0      |
|      | Gralha (Duartina)                          |            |
| 191º | Cravinhos                                  | 414,0      |
|      | Serrana (Cravinhos)                        |            |
| 192º | São Vicente                                | 411,0      |
| 193º | Guariba                                    | 407,0      |
|      | Pradópolis (Guariba)                       |            |
| 196º | Anápolis                                   | 381,0      |
| 194º | Santa Adélia                               | 381,0      |
|      | Ururaí (Santa Adélia)                      |            |
|      | Vila Botelho (Santa Adélia)                |            |
| 197º | Sarapuí                                    | 381,0      |
| 195º | Vila Bela                                  | 381,0      |
| 198º | Pirangi                                    | 377,0      |
|      | Vila Paraiso (Pirangi)                     |            |
| 199º | Laranjal                                   | 376,0      |
|      | Laras (Laranjal)                           |            |
| 200º | Piracaia                                   | 367,0      |
| 201º | Campos do Jordão                           | 366,0      |
|      | Santo Antônio do Pinhal (Campos do Jordão) |            |
| 202º | Caçapava                                   | 361,0      |
| 203º | Guará                                      | 361,0      |
| 204º | Redenção                                   | 357,0      |
| 205º | Joanópolis                                 | 351,0      |
| 206º | Guarulhos                                  | 341,0      |
| 208º | Nuporanga                                  | 341,0      |
| 207º | Pontal                                     | 341,0      |
| 209º | Torrinha                                   | 341,0      |
| 210º | Taquari                                    | 337,0      |
| 211º | Areias                                     | 334,0      |
| 213º | Palmeiras                                  | 331,0      |
| 212º | Porangaba                                  | 331,0      |
|      | Torre de Pedra (Porangaba)                 |            |
| 214º | Leme                                       | 321,0      |
| 216º | Santa Branca                               | 311,0      |
| 215º | São Bento do Sapucaí                       | 311,0      |
| 217º | Cruzeiro                                   | 307,0      |
| 220º | Monte Azul                                 | 306,0      |
|      | Marcondésia (Monte Azul)                   |            |
| 219º | Mundo Novo                                 | 306,0      |
| 218º | Potirendaba                                | 306,0      |
| 221º | Bernardino de Campos                       | 301,0      |
| 222º | Cajobi                                     | 301,0      |
|      | Albuquerque (Cajobi)                       |            |
| 223º | Santo Antônio da Alegria                   | 301,0      |
| 225º | Bocaiúva                                   | 284,0      |
| 226º | Cabreúva                                   | 284,0      |
| 224º | Santa Rosa                                 | 284,0      |
| 228º | Brodósqui                                  | 281,0      |
| 227º | Indaiatuba                                 | 281,0      |
| 230º | Boituva                                    | 276,0      |
| 229º | Vera Cruz                                  | 276,0      |
|      | Santa Inês (Vera Cruz)                     |            |
| 231º | Ibirá                                      | 274,0      |
| 233º | Monte Mór                                  | 271,0      |
|      | Elias Fausto (Monte Mór)                   |            |
| 232º | Santa Bárbara                              | 271,0      |
| 234º | Pinheiros                                  | 267,0      |
|      | Lavrinhas (Pinheiros)                      |            |
| 236º | Serra Azul                                 | 264,0      |
| 235º | Vargem Grande                              | 264,0      |
| 237º | Chavantes                                  | 261,0      |
|      | Irapé (Chavantes)                          |            |
| 238º | Barra Bonita                               | 251,0      |
| 239º | Pereiras                                   | 251,0      |
| 240º | Presidente Alves                           | 247,0      |
| 241º | Guararema                                  | 246,0      |
| 243º | Grama                                      | 241,0      |
| 244º | Ipaussú                                    | 241,0      |
| 242º | Uchôa                                      | 241,0      |
| 246º | Porto Ferreira                             | 231,0      |
| 245º | Salto                                      | 231,0      |
| 247º | Dourado                                    | 227,0      |
| 248º | Rio das Pedras                             | 226,0      |
| 249º | Bocaina                                    | 224,0      |
| 250º | Aparecida                                  | 216,0      |
| 251º | Itapuí                                     | 211,0      |
|      | Floresta (Itapuí)                          |            |
| 252º | Tapiratiba                                 | 211,0      |
| 253º | Jambeiro                                   | 205,0      |
| 254º | Cedral                                     | 203,0      |
| 256º | Cachoeira                                  | 200,0      |
| 255º | Serra Negra                                | 200,0      |
| 257º | Queluz                                     | 196,0      |
| 258º | Óleo                                       | 195,0      |
|      | Batista Botelho (Óleo)                     |            |
| 259º | Mineiros                                   | 193,0      |
| 260º | Americana                                  | 183,0      |
|      | Nova Odessa (Americana)                    |            |
| 261º | Ourinhos                                   | 183,0      |
| 262º | Piquete                                    | 183,0      |
| 263º | Tremembé                                   | 175,0      |
| 264º | Fernando Prestes                           | 165,0      |
|      | Vila Camargo (Fernando Prestes)            |            |
| 266º | Águas da Prata                             | 150,0      |
| 265º | Pindorama                                  | 150,0      |
| 267º | Ariranha                                   | 140,0      |
| 268º | Guarujá                                    | 113,0      |
| 269º | Pedreira                                   | 106,0      |
| 270º | Lindóia                                    | 76,0       |